# Призови ме с твоето име
„Призови ме с твоето име“ (на английски: Call Me by Your Name) е романтичен драматичен филм от 2017 г., режисиран от Лука Гуаданино. Сценарият е от Джеймс Кот, адаптация на едноименния роман на Андре Акиман от 2007 г. Филмът проследява романтичната връзка между 17-годишният Елио Перлман и 24-годишният Оливър, асистент на бащата на Елио. Участват Тимъти Шаламе, Арми Хамър, Майкъл Щулбарг и Амира Казар.
Филмът е носител на Оскар за най-добър адаптиран сценарий и номиниран в три други категории.

## Актьорски състав
- Тимъти Шаламе в ролята на Елио Перлман.
- Арми Хамър в ролята на Оливър.
- Майкъл Щулбарг в ролята на г-н Перлман.
- Амира Казар в ролята на Анела Перлман.
- Естер Гаръл в ролята на Марция.

## Продукция

### Заснемане
Снимките започват на 9 май 2016 и приключват през юни 2016, продължавайки 33 дена. Филмът е главно сниман в Крема, Италия. През 28 от дните за снимане има необичайна поредица от дъждовни бури. Сцените в селата Пандино и Москадзано са снимани между 17 и 19 май.

## Отзиви

### Кино
„Призови ме с твоето име“ получава 18,1 млн. долара приходи от САЩ и Канада и 23,8 млн. в други държави, което прави 41,9 млн. в световен мащаб срещу бюджет от 3,4 млн.

### Отзиви от критици
Първоначалната премиера е на 22 януари 2017 г. по време на филмовия фестивал в Сънданс, където след прожекцията получава десет минутни овации, най-дългите в историята на фестивала. В „Rotten Tomatoes“ филмът получава рейтинг от 95% въз основа на 330 отзива. В сайта „Metacritic“ получава 93 от 100, въз основа на 51 критици.

## Премиера

### Премиера в България
Филмът не получава официална кинопремиера в България, но през ноември 2017 г. се излъчва в кино Одеон и Домът на киното, като част от филмов фестивал. Наличен е в HBO GO и излъчен по HBO България.

## Продължение
Режисьорът Лука Гуаданино,подтвърждава,че ще има продължение на филма.В него ще участват същите актьори,но още няма определена дата за премиера и не е започнат снимачният процес.